# Bhumibol Adulyadej

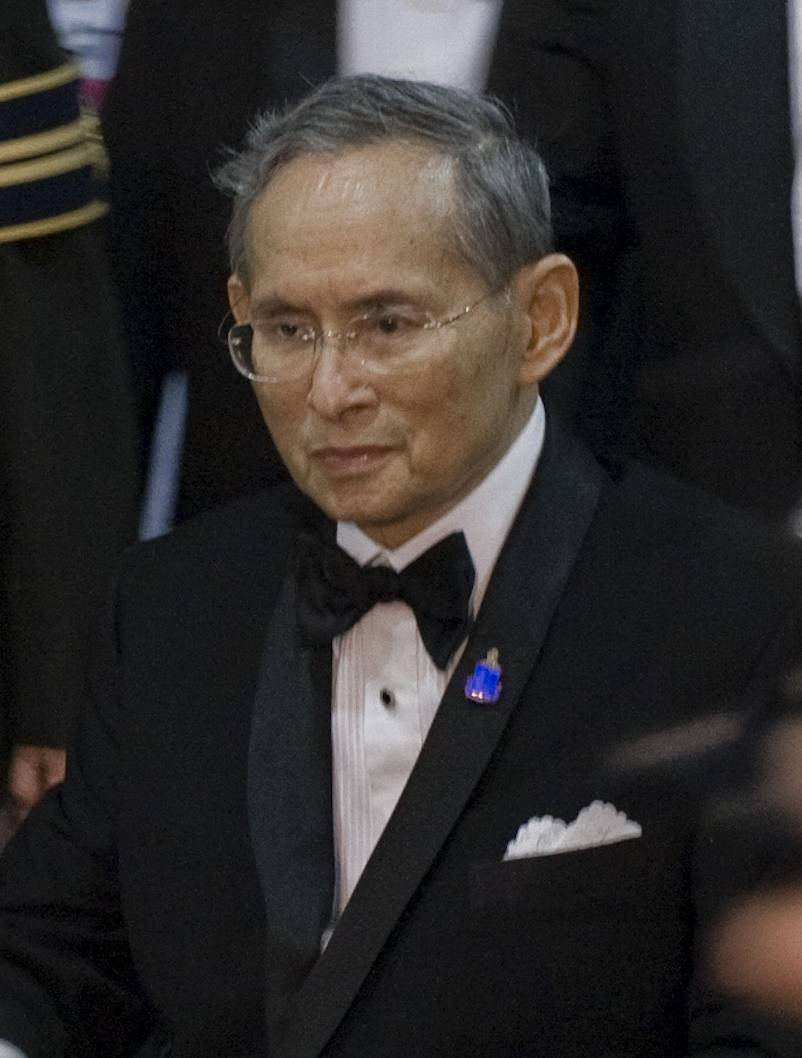
Bhumibol Adulyadej, 2010.

Bhumibol Adulyadej (thai: ภูมิพลอดุลยเดช, uttal RTGS: Phumiphon Adunyadet), officiellt regentnamn Rama IX, född 5 december 1927 i Cambridge i Massachusetts i USA, död 13 oktober 2016 i Bangkok, var Thailands kung från 1946 och fram till sin död. Han var sonson till kung Chulalongkorn och tredje och yngste son till prins Mahidol och Mom Sangwalaya. Vid sin död hade han varit kung i 70 år och var då den längst regerande vuxne monarken. Detta har sedermera förbigåtts av Elizabeth II av Storbritannien. 

## Biografi

### Tidigt liv och trontillträde
Bhumibol var inte fyllda två år då hans far avled. Han erhöll sin skolutbildning vid privatskolor i Schweiz, och besteg Thailands tron den 9 juni 1946 som 18-åring, då han efterträdde sin äldre bror Ananda Mahidol som hade mördats samma dag.

### Regeringstid
År 1948 träffade han sin blivande hustru, kusindottern Mom Rajawong Sirikit, vid ett besök i Paris där hennes far tjänstgjorde som Thailands ambassadör i Frankrike. Vigseln ägde rum i Pathumanpalatset i Bangkok den 28 april 1950. 
Bhumibol uppehöll en stor djurpark med isbjörnar, manater, komodovaran, en tam taipan, och två tigerhajar.
Bhumibol har av många setts som nationens fader. Han har varit symbolen för stabilitet i landet då det under hans regeringstid var 19 militärkupper mot den styrande regeringen.

### Död och arv
Kung Bhumibol avled den 13 oktober 2016 efter en längre tids vacklande hälsa. Vid sin död hade han varit kung i 70 år och var därmed världens näst längsta regerande monark. Han åtnjöt stor respekt och vördnad från thailändarna. Efter hans död utlystes ett års landssorg i landet och man flaggade på halv stång i trettio dagar. Två veckor efter kung Bhumibols död öppnades palatset i Bangkok upp för allmänheten så att människor kunde komma och ta farväl av sin kung och beskåda den avlidne kungens kista.. Tiotusen personer beräknades släppas in i palatset varje dag. Utanför palatsen beräknas cirka 80 000 sörjande personer ha samlats.
Tronen ärvdes av kung Bhumibols son, kronprins Vajiralongkorn. Kröningen skedde inte förrän efter det att den nationella sorgeperioden på ett år var över. Detta bestämdes enligt juntaledaren, general och premiärministern Prayut Chan-o-cha i samrådan med Vajiralongkorn och den tillförordnade regenten Prem Tinsulanonda. Prem Tinsulanonda kom att sitta som tillförordnad regent fram till körningen 2019.

## Privatliv
Privat var kung Bhumibol en musikälskare. Han komponerade och spelade saxofon samt hade även bildat en egen jazzorkester.
Bhumibol Adulyadej ledde ligan över världens rikaste kungligheter med en förmögenhet på 35 miljarder dollar.

### Barn
1. prinsessan Ubol Ratana, född 5 april 1951 – hon gifte sig 1972 med amerikanen Peter Ladd Jensen och blev då fråntagen sin titel som prinsessa. 1998 ansökte Ubol Ratana om skilsmässa och återvände till Thailand; i äktenskapet föddes tre barn, bland annat sonen Poomi Jensen/prins Khun Bhumi, född 1983. Han var ett av offren för tsunamikatastrofen i Thailand i december 2004.
2. kronprins Vajiralongkorn, född 28 juli 1952 – gift med 1) Mom Luang Somsawalee Kityakara; en dotter, född 1978. Paret separerade, och kronprinsen levde sedan i flera år i ett förhållande med sin älskarinna, skådespelerskan Yuvadhida Polpraserth, med vilken han har fyra söner och en dotter. Gift med 2) år 2001 Mom Srirasmi Mahidol na Auydhya; en son, född 29 april 2005.
3. prinsessan Maha Chakri Sirindhorn, född 2 april 1955.
4. prinsessan Chulabhorn, född 4 juli 1957.

## Utmärkelser

### Thailand
- The Most Auspicious Order of the Rajamitrabhorn 22 november 1962.
- The Most Illustrious Order of the Royal House of Chakri Sovereign Grand Master 9 June 1946 – Knight 14 november 1938.
- The Ancient and Auspicious Order of the Nine Gems 9 juni 1946.
- The Most Illustrious Order of Chula Chom Klao Sovereign Grand Master 9 June 1946 – Knight Grand Cross (First Class) 20 september 1935.
- The Honourable Order of Rama 9 juni 1946.
- The Most Exalted Order of the White Elephant 9 juni 1946.
- The Most Noble Order of the Crown 9 juni 1946.
- The Most Admirable Order of the Direkgunabhorn 22 juli 1991.
- The Order of Symbolic Propitiousness Ramkeerati 26 november 1987.
- Royal Cypher Medal of Rama VIII (First Class) 14 november 1939.

### Asien
- Iran: Collar of the Order of Pahlavi (Empire of Iran) (1968).
- Brunei: The Royal Family Order of the Crown of Brunei (DKMB, 1990).
- Burma: The Most Glorious Order of Truth (Thiri Thudhamma Thingaha), 1960.
- Kambodja: Grand Cross of the Royal Order of Cambodia, 1954.
- Indonesien: First Class of the Star of the Republic of Indonesia (1961) – Bintang Republik Indonesia.
- Japan: Collar of the Order of the Chrysanthemum (1963).
- Kungadömet Laos: Grand Cross with Collar of the Order of the Million Elephants and the White Parasol (1963).
- Laos: Phoxay Lane Xang (January 1992).
- Malaysia: Honorary Recipient of the Most Exalted Order of the Crown of the Realm (Darjah Utama Seri Mahkota Negara – DMN), 1963.
- Sultanatet av Selangor: First Class of the Royal Family Order of Selangor (Darjah Kerabat Yang Amat Dihormati Kelas Pertama, DK I, 1999).
- Sultanatet av Terengganu: Member of the Royal Family Order of Terengganu (DKR, 2009).
- Nepal: Member of the Nepal Pratap Bhaskara (1986).
- Pakistan: The Order of Pakistan (Nishan-e-Pakistan), 1962.
- Filippinerna: Order of Sikatuna (1968).
- Syd Korea: Grand Order of Mugunghwa (1981).
- Taiwan: Grand Cordon of the Order of Brilliant Jade, 1963

### Europa
- Belgien: Grand Cordon of the Order of Leopold (1960).
- Danmark: Knight of the Order of the Elephant (21 april 1958).
- Frankrike: Grand Cross of the Légion d'honneur.
- Grekland: Grand Cross of the Order of the Redeemer (1963).
- Nederländerna: Grand Cross of the Order of the Netherlands Lion (1960).
- Italien: Grand Cross with Collar of the Order of Merit of the Italian Republic, (22 september 1960).
- Vatikanstaten: Knight of the Collar of the Order of Pius IX, 1960.
- Luxemburg: Knight of the Order of the Gold Lion of the House of Nassau (1960).
- Norge: Grand Cross with Collar of The Royal Norwegian Order of St. Olav.
- Portugal: Grand Sash and Cross of the Three Orders of Christ, Aviz and Saint James of the Sword, 1960.
- Spanien: Collar of the Order of Civil Merit – 1960.
- Grand Cross Collar of the Order of Charles III, 1987.
- Knight of the Order of the Golden Fleece, 2006.
- Storbritannien: Royal Victorian Chain (1960).
- Sverige: Serafimerorden, 5 april 1950.
- Tyskland: Grand Cross (Special Class) of the Order of Merit of the Federal Republic of Germany, 1960.
- Österrike: Grand Star of the Decoration of Honour for Services to the Republic of Austria (1964).

### Amerika
- Argentina: Knight Grand Cross with Collar of The Order of the Liberator San Martin, 1963.
- USA: Chief Commander of Legion of Merit, 1960.

### Övrigt
Kung Rama IX var den i världen som innehade flest hedersdoktorstitlar. Rekordet fick han 1997 med 136 st. Men fram till sin död fick kung Rama IX hela 208 olika hedersdoktorstitlar, 185 st. från Thailand och 23 st. från övriga världen.